# Velký Malahov
Velký Malahov település Csehországban, a Domažlicei járásban. Velký Malahov Mezholezy u Horšovského Týna, Zhoř, Honezovice, Černovice, Skapce és Semněvice településekkel határos. Lakosainak száma 243 fő (2024. január 1.).

## Népesség
A település lakosságának változását az alábbi diagram mutatja:
| Lakosok száma | 619  | 558  | 655  | 292  | 294  | 265  | 260  | 246  | 249  | 243  |
|               | 1869 | 1890 | 1921 | 1950 | 1980 | 2001 | 2017 | 2019 | 2022 | 2024 |